# Limão com Mel
Limão com Mel est un groupe brésilien de forró eletrônico, originaire de Salgueiro, dans l'État du Pernambouc.

## Histoire
Tout commence lorsque Aílton Souza forme un groupe de danse appelé Talismã. Vu le succès que remportait le forró eletrônico, il décide de le transformer en groupe de forró, qu'il appelle « Limão com Mel ». Le groupe débute en 1993. Leur premier LP sort en 1995 dans l'État du Pernambouc, avec leur premier succès, Anjo Querubim. En 1996, ils sortent leur premier album, qui se vend à 100 000 exemplaires. Leur première formation ne compte qu'Edson Lima et Ângela Espíndola comme chanteurs. Batista Lima et Simara Pires rejoignent le groupe en 1995, mais ne participent pas aux deux premiers albums ; ce n'est que sur le troisième album, en 1997, De Janeiro a Janeiro, que le duo donne de la voix sur certains titres, comme Frente a Frente et Loucura de Amor. 
Le groupe consolide sa place dans le forró. Edson Lima quitte Limão com Mel en 2001 pour fonder le groupe Gatinha Manhosa, laissant à son frère Batista Lima le soin d'assurer le chant et la direction musicale du groupe, avec le même succès. Le groupe vend trois millions et demi d'albums et compte des fans dans tout le Brésil. Il reçoit plusieurs disques d'or et de platine. Limão com Mel participe à divers programmes télévisés, tels que ceux des présentateurs Raul Gil, Hebe Camargo, Gilberto Barros, ainsi qu'à des programmes tels que Domingo Legal, Ratinho Livre, Central da Periferia et d'autres, et à des programmes régionaux au Pernambouc tels que Muito Mais et Interativo (TV Jornal), Tribuna Show et Pra Você (TV Tribuna).
En 2015, Batista Lima quitte le groupe après 20 ans pour poursuivre une carrière solo. Adma Andrade rejoint le groupe Limão com Mel en 2017.
En 2021, Diego Rafael quitte le groupe après 10 ans à la tête du groupe, et Diego Rafael quitte le groupe après 20 ans. Edson Lima et Adma Andrade deviennent les chanteurs principaux.

## Discographie

### Albums studio
- 1994 : Talismã
- 1995 : Limão com Mel, Vol. 2
- 1996 : Limão com Mel, Vol. 3
- 1998 : Toda Sua
- 1999 : De Coração pra Coração
- 2000 : Sem Amor Não Dá
- 2002 : Toma Conta de Mim
- 2004 : E Tome Amor
- 2005 : Um Amor de Novela
- 2006 : Paixão Vezes Paixão
- 2007 : O Espetáculo
- 2008 : Amor Sertanejo
- 2009 : Vou Gritar Que Te Amo
- 2010 : Incondicionalmente
- 2012 : As Mais Belas Versões
- 2012 : Faz um Coração
- 2015 : Amando Mais Uma Vez
- 2016 : Eu Vou Querer
- 2017 : Grande Truque
- 2018 : Tour 25 anos
- 2021 : Estúdio Limão

### Albums live
- 1999 : Limão com Mel - Ao Vivo
- 2001 : Limão com Mel - Minha História Ao Vivo II
- 2003 : Limão com Mel - Um Acústico Diferente
- 2004 : Limão com Mel - Uma Canção de Amor
- 2005 : Um Amor de Novela no Olympia
- 2006 : Acústico In Concert
- 2008 : O Espetáculo - Ao Vivo
- 2009 : 15 Anos de Carreira - Ao Vivo
- 2011 : Um Show De Emoções
- 2013 : Ao Vivo - Teresina
- 2022 : Pra Sempre Limão - Ao Vivo
- 2023 : Playlist - Ao Vivo

### Apparitions
- 2004 : Puro Limão com Mel - 10 Anos
- 2006 : Só As Melhores